# 6. април
6. април (06.04) је 96. дан у години по грегоријанском календару (97. у преступној години). До краја године има још 269 дана.

## Догађаји
- 1652 — Представник Холандске источноиндијске компаније Јан ван Рибек основао је прво насеље белих досељеника у Јужној Африци, које је постало данашњи Кејптаун.
- 1667 — Дубровник погодио земљотрес у којем је погинуло више хиљада грађана. Од земљотреса и пожара, који је харао двадесетак дана, град скоро потпуно уништен. Обнова трајала више од 50 година.
- 1690 — Аустријски цар Леополд I Хабзбуршки балканским хришћанима упутио проглас у којем их је позвао да и даље помажу његову војску у борбама против Турака, обећавајући им разне повластице.
- 1782 — Рама I је наследио тајландског краља Таксина, започевши Чакри династију.
- 1830 — Џозеф Смит је службено основао Цркву Исуса Христа светаца последњих дана.
- 1867 — Кнез Михаило преузео кључеве Београда од Али Риза-паше чиме је окончана османска владавина у главноме граду Србије.
- 1895 — Драмски писац Оскар Вајлд ухапшен је у Лондону због "дела велике покварености".
- 1886 — Званично је основан град Ванкувер, исте године када је прва трансконтинентална пруга стигла до града.
- 1896 — На Олимпијском стадиону у Атини отворене прве Олимпијске игре модерне епохе. Олимпијске игре трајале 10 дана, учествовала 484 такмичара, само мушкарци. Жене се такмиче од 1900, а 1924. уведене зимске олимпијске игре. Организатор игара и први председник Међународног олимпијског комитета био је Француз Пјер де Кубертен.
- 1909 — Амерички истраживач Роберт Пири освојио Северни пол, прешавши са експедицијом на санкама 1.600 km.
- 1917 — Објавом рата Немачкој, САД ушле у Први светски рат.
- 1941 — Немачке трупе у Другом светском рату напале Грчку и Југославију. У бомбардовању Београда је погинуло између 2.271 и 4.000 људи.
- 1941 — Етиопске и британске трупе ослободиле Адис Абебу, коју су у рату са Етиопијом почетком 1935. окупирале италијанске снаге.
- 1945 — Јединице Југословенске армије су ослободиле Сарајево.
- 1945 — Главни народноослободилачки одбор Војводине донео одлуку о укључивању аутономне Војводине у састав федералне јединице Србије.
- 1973 — У Београду отворена нова зграда Народне библиотеке Србије. Стара зграда изгорела у пожару 6. априла 1941, када су Немци бомбардовали Београд.
- 1985 — Војним ударом у Судану свргнут Џафер Нимеири, који је владао од 1969, када је, такође државним ударом, свргао тадашњег председника Абдуа. Власт преузео министар одбране и командант армије, генерал Абдел Рахман Суер ал Дахаб.
- 1992 — Европска заједница признала независност Босне и Херцеговине. Истог дана у Сарајеву пале прве жртве и означиле почетак рата у БиХ.
- 1994 — У Руанди, током грађанског рата племена Хуту и Тутси, ракетом оборен авион у којем су били председници Руанде и суседног Бурундија Жувенал Хабијаримана и Сипријен Нтарјамира. У масакрима који су уследили екстремни Хути побили око 800.000 мањинских Тутсија, углавном цивила.
- 1995 — У Кигалију је основан први суд за суђење оптуженима за геноцид.
- 2001 — Представници Хашког трибунала предали савезном министру правде Момчилу Грубачу оптужницу за ратне злочине и налог за хапшење Слободана Милошевића.
- 2003 —
  - Полиција Хрватске ухапсила хашког оптуженика Ивицу Рајића, због ратних злочина у Ступном Долу, у БиХ, у октобру 1993. Два месеца касније Рајић изручен Хашком трибуналу.
  - Министарство правде САД саопштило да се број затвореника у затворима у 2002. повећао, да је први пут прешао цифру од два милиона и да је у јуну те године у затворима регистровано 2.019.234 људи.
- 2006 —
  - На италијанским парламентарним изборима странке умерене левице Романа Продија победила коалицију под вођством премијера Берлусконија.
  - Словенија одбацила оптужбе за ратне злочине 1991. године, на граничном прелазу Холмец према Аустрији, иако је објављен снимак у којем словеначки војници убијају војнике ЈНА који су се предали. даље...
- 2009 — Средишњу Италију погодила је серија снажних земљотреса.
- 2014 — Проруски активисти заузели су седишта регионалне управе у Доњецку и тајне службе у Луганску, на истоку Украјине, што је означило почетак побуне против прозападне владе у Кијеву која је прерасла у рат.

## Рођења
- 1820 — Феликс Надар, француски фотограф, карикатуриста, новинар, књижевник и израђивач балона. (прем. 1910)
- 1826 — Гистав Моро, француски сликар. (прем. 1898)[1]
- 1875 — Бранислав Петронијевић, српски филозоф. (прем. 1954)[2]
- 1890 — Антони Фокер, холандски ваздухопловни пионир и произвођач авиона. (прем. 1939)[3]
- 1915 — Анте Банина, учесник Народноослободилачке борбе, генерал-пуковник ЈНА и народни херој Југославије. (прем. 1977)[4]
- 1917 — Леонора Карингтон, британско-мексичка сликарка и књижевница. (прем. 2011)[5]
- 1928 — Џејмс Д. Вотсон, амерички молекуларни биолог, генетичар и зоолог, добитник Нобелове награде за физиологију или медицину (1962).[6]
- 1937 — Били Ди Вилијамс, амерички глумац, уметник, певач и писац.[7]
- 1946 — Иван Бекјарев, српски глумац и радијски и ТВ водитељ. (прем. 2020)[8]
- 1949 — Хорст Лудвиг Штермер, немачко-амерички физичар, добитник Нобелове награде за физику (1998).[9]
- 1955 — Мајкл Рукер, амерички глумац.[10]
- 1963 — Дерик Меј, амерички ди-џеј и продуцент електронске музике.[11]
- 1969 — Пол Рад, амерички глумац, сценариста и продуцент.[12]
- 1976 — Борис Режак, српски музичар.[13]
- 1984 — Ламонт Хамилтон, амерички кошаркаш.[14]
- 1993 — Абрахам Фримпонг, гански фудбалер.[15]
- 1994 — Брајан Ангола, колумбијски кошаркаш.[16]
- 1998 — Пејтон Лист, америчка глумица и модел.[17]
- 1999 — Кингс Кангва, замбијски фудбалер.

## Смрти
- 885 — Методије Солунски, словенски просветитељ и творац првог словенског писма, глагољице. (рођ. 826)
- 1199 — Ричард I Плантагенет, енглески краљ (рођ. 1157)[18]
- 1490 — Матија I Корвин, мађарски краљ (рођ. 1443)[19]
- 1528 — Албрехт Дирер, немачки сликар и графичар (рођ. 1471)[20]
- 1838 — Димитрије Давидовић, српски новинар и публициста (рођ. 1789)[21]
- 1945 — Владимир Перић Валтер, народни херој. (рођ. 1919)[22]
- 1971 — Игор Стравински, руски композитор (рођ. 1882)[23]
- 2000 — Хабиб Бургиба, сматра се оснивачем модерног Туниса. (рођ. 1903)[24]
- 2010 — Александар Младеновић, српски лингвиста, академик. (рођ. 1930)[25]
- 2021 — Предраг Живковић Тозовац, српски певач и композитор народне и фолк музике. (рођ. 1936)

## Празници и дани сећања
- Српска православна црква слави:
  - Светог Артемона - епископа селевкијског
  - Преподобног Јакова Исповедника
  - Свештеномученика Партенија - патријарха цариградског
  - Спомен чуда у Печерском манастиру
  - Преподобног Захарију